# الرجل النحيف (قنبلة)
الرجل النحيف (بالإنجليزية: Thin Man)‏ هو اسم رمزي لقنبلة نووية تعمل على مبدأ الانشطار النووي باستخدام بلوتونيوم-239. طورت هذه القنبلة خلال مشروع مانهاتن وبالتحديد مشروع Y. تم إيقاف العمل على تطويرها بسبب أن معدل الانشطار التلقائي للبلوتونيوم الذي ولّد في المفاعل النووي كان كبيراً جداً بسبب وجود البلوتونيوم-240 والذي سوف يُسبب انفجار المفاعل، الناتج عن التفاعل النووي المتسلسل قبل تجمع النواة بالكامل.